# جيمس هارتلي بييل
جيمس هارتلي بييل هو صيدلي وسياسي أمريكي، ولد في 23 سبتمبر 1861 في نيو فيلادلفيا في الولايات المتحدة، وتوفي في 20 سبتمبر 1945 في مقاطعة أكلووسا في الولايات المتحدة. انتخب عضو مجلس نواب أوهايو ‏.